# Galang Hendra Pratama
Galang Hendra Pratama (Yogyakarta, 10 marzo 1999) è un pilota motociclistico indonesiano, il primo di tale nazionalità ad aver vinto una gara di mondiale nel motociclismo.

## Carriera
Hendra Pratama venne reclutato dalla Yamaha Racing Indonesia nel 2015 per prendere parte all'Asia Road Racing Championship nella classe 250, concludendo la sua prima stagione in 9º posizione finale. L'anno seguente Pratama ottenne i suoi primi podi; un secondo posto nella gara 2 sul circuito di Buriram in Thailandia e un terzo posto sul circuito di Buddh in India. Chiuse la stagione in 5º posizione finale. Nel 2017 vinse la sua prima gara nella categoria nella gara 2 sul circuito di Madras, interrompendo la serie di vittorie stagionale della Honda a 9 successi. Terminò sesto in classifica generale.
Sempre nel 2017 prese parte come wildcard, alla prima edizione del campionato mondiale Supersport 300, correndo con una Yamaha YZF-R3 del team MotoXRacing. Nella prima gara che disputò, sul circuito di Portimão, non ottenne risultati a causa di un ritiro. Tornò poi nell'ultima tappa sul circuito di Jerez de la Frontera, dove vinse la gara, diventando il primo indonesiano a vincere una gara di un campionato mondiale di motociclismo. Chiuse la stagione in 14ª posizione finale. Il risultato ottenuto l'anno precedente, convinse il team MotoXRacing a offrire un contratto da titolare a Pratama per la stagione 2018. Ottenne la sua seconda vittoria sul circuito di Brno. Concluse la stagione in decima posizione finale con 53 punti, con la vittoria di Brno come unico podio stagionale. Nello stesso anno prese parte al secondo Gran Premio di Misano nel Campionato Italiano Velocità, classe Supersport 300, conquistando un ritiro ed un quarto posto nelle due gare in programma. Nel 2019 è stato pilota titolare del team Semakin Di Depan Biblion MotoXRacing. Il compagno di squadra fu Jacopo Facco. Chiuse la stagione al settimo posto conquistando, come miglior prestazione stagionale, la pole position nel Gran Premio di Assen. Nel GP di Jerez 2019, Pratama perse il terzo gradino del podio, poiché confuse la linea della partenza con la linea del traguardo (posta più in avanti), e lasciò il gas venendo sorpassato da Ana Carrasco.
Nel 2020 si trasferisce nel mondiale Supersport dove guida una Yamaha YZF-R6 del team bLU cRU WorldSSP by MS. Il compagno di squadra è Andy Verdoïa. Termina la stagione al ventiquattresimo posto in classifica con dodici punti conquistati. Nel 2021 passa al team Ten Kate Racing Yamaha, il compagno di squadra è Dominique Aegerter. Raccoglie ventisette punti che gli  consentono di chiudere al ventunesimo posto.
Nel 2023, dopo tre anni di assenza, torna nel mondiale Supersport 300. Disputa gran parte del campionato come pilota sostitutivo per il team Sublime Racing by MS Racing in sella alla YZF-R3. Ottiene come miglior risultato il sesto posto nella gara finale a Portimão e termina la stagione al diciottesimo posto. Nel 2024 è pilota titolare con ProGP Racing. Conclude a podio entrambe le gare di Magny-Cours e si classifica ottavo in campionato.

## Risultati in gara

### Campionato mondiale Supersport 300
| 2017 | Moto   |  |  |  |  |  |  |     |  |   |  |  |  |  |  |  |  | Punti | Pos. |
| ---- | ------ |  |  |  |  |  |  | --- |  | - |  |  |  |  |  |  |  | ----- | ---- |
| 2017 | Yamaha |  |  |  |  |  |  | Rit |  | 1 |  |  |  |  |  |  |  | 25    | 14º  |

| 2018 | Moto   |    |     |   |   |   |   |     |    |  |  |  |  |  |  |  |  | Punti | Pos. |
| ---- | ------ | -- | --- | - | - | - | - | --- | -- |  |  |  |  |  |  |  |  | ----- | ---- |
| 2018 | Yamaha | 16 | Rit | 5 | 9 | 1 | 7 | Rit | 15 |  |  |  |  |  |  |  |  | 53    | 10º  |

| 2019 | Moto   |     |    |    |   |   |   |     |   |   |   |  |  |  |  |  |  | Punti | Pos. |
| ---- | ------ | --- | -- | -- | - | - | - | --- | - | - | - |  |  |  |  |  |  | ----- | ---- |
| 2019 | Yamaha | Rit | 19 | AN | 6 | 4 | 4 | Rit | 8 | 5 | 7 |  |  |  |  |  |  | 64    | 7º   |

| 2023 | Moto   |  |  |    |    |    |    |  |  |     |    |    |    |    |    |    |   | Punti | Pos. |
| ---- | ------ |  |  | -- | -- | -- | -- |  |  | --- | -- | -- | -- | -- | -- | -- | - | ----- | ---- |
| 2023 | Yamaha |  |  | 10 | 11 | 12 | 12 |  |  | Rit | 25 | 16 | 13 | 12 | 15 | 26 | 6 | 37    | 18º  |

| 2024 | Moto   |     |   |   |   |     |   |    |   |   |    |   |   |   |     |   |   | Punti | Pos. |
| ---- | ------ | --- | - | - | - | --- | - | -- | - | - | -- | - | - | - | --- | - | - | ----- | ---- |
| 2024 | Yamaha | Rit | 7 | 6 | 5 | Rit | 4 | 13 | 8 | 8 | 17 | 3 | 2 | 4 | Rit | 8 | 8 | 127   | 8º   |

| Legenda | 1º posto        | 2º posto            | 3º posto           | A punti      | Senza punti        | Grassetto – Pole position Corsivo – Giro più veloce |
| Legenda | Gara non valida | Non qual./Non part. | Ritirato/Non class | Squalificato | '-' Dato non disp. | Grassetto – Pole position Corsivo – Giro più veloce |

### Campionato mondiale Supersport
| 2020 | Moto   |    |     |    |    |    |    |    |    |    |     |     |     |    |    |     |  |  |  |  |  |  |  |  |  | Punti | Pos. |
| ---- | ------ | -- | --- | -- | -- | -- | -- | -- | -- | -- | --- | --- | --- | -- | -- | --- |  |  |  |  |  |  |  |  |  | ----- | ---- |
| 2020 | Yamaha | 16 | Rit | 16 | 17 | 15 | 16 | 21 | 12 | 12 | Rit | Rit | Rit | 13 | 16 | Rit |  |  |  |  |  |  |  |  |  | 12    | 24º  |

| 2021 | Moto   |    |    |    |    |    |    |    |     |    |    |    |     |     |    |    |    |    |     |    |    |  |  |     |    | Punti | Pos. |
| ---- | ------ | -- | -- | -- | -- | -- | -- | -- | --- | -- | -- | -- | --- | --- | -- | -- | -- | -- | --- | -- | -- |  |  | --- | -- | ----- | ---- |
| 2021 | Yamaha | 15 | 10 | 20 | 19 | 13 | 14 | 14 | Rit | 14 | NP | 11 | Rit | Rit | 20 | 13 | 22 | AN | Rit | 22 | 21 |  |  | Rit | 13 | 27    | 21º  |

| Legenda | 1º posto        | 2º posto            | 3º posto           | A punti      | Senza punti        | Grassetto – Pole position Corsivo – Giro più veloce |
| Legenda | Gara non valida | Non qual./Non part. | Ritirato/Non class | Squalificato | '-' Dato non disp. | Grassetto – Pole position Corsivo – Giro più veloce |